# Tower Center International
Tower Central International – budynek biurowy klasy A w Bukareszcie, w Rumunii.
Położony jest w pobliżu Placu Zwycięstwa. Ma 25 000 m² powierzchni i 25 pięter (106,3 m wysokości). 